# Lista över IACC
Segelnummer för den nya generationen av International America's Cup Class (IACC) båtar delas ut i stigande nummerordning. Numret föregås sedan av ett prefix för landet där båten har sin hemmahamn. Om en båt säljs behålls numret men landsprefixet ändras.
Rapportering från America's Cup och Louis Vuitton Cup tenderar till att oftast använda syndikatens namn stället för båtnamn/nummer i resultatlistor. Detta gör det svårt att veta exakt vilka båtar som kört vilka race.

## Listan
Förkortningar: AC - America's Cup, LVC - Louis Vuitton Cup, R-R -  Round-Robin.
| Original Segelnummer | Original Team/Syndikate                        | Tävlingsresultat                                                                                             | "Vad händer sen"                                                                       |
| -------------------- | ---------------------------------------------- | --- | -------------------------------------------------------------------------------------- |
| GER-101              | United Internet Team Germany                   | Byggandet startade 22 maj, 2007 på Knierim-Yachtbau i Kiel                                                   |                                                                                        |
| SUI-100              | Alinghi (Schweiz)                              | Försvarare AC 2007 AC vinnare med 5-2 över NZL-92                                                            |                                                                                        |
| ITA-99               | Mascalzone Latino-Capitalia Team (Italien)     | 6:a LVC 2007. 10 vinster och 10 förluster.                                                                   |                                                                                        |
| USA-98               | BMW Oracle Racing (USA)                        | Semifinalist i LVC 2007. Förlorade med 1-5 mot ITA-94.                                                       |                                                                                        |
| ESP-97               | Desafio Español 2007 (Spanien)                 | Semifinalist i LVC 2007. Förlorade med 2-5 mot NZL-92                                                        |                                                                                        |
| SWE-96 (Järv)        | Victory Challenge (Sverige)                    | 5:a i LVC 2007. 12 vinster och 8 förluster.                                                                  |                                                                                        |
| CHN-95               | China Team (Kina)                              | 11:a LVC 2007. 1 vinst and 19 förluster.                                                                     |                                                                                        |
| ITA-94               | Luna Rossa Challenge (Italien)                 | Finalist i LVC 2007. Förlorade med 0-5 mot NZL-92                                                            |                                                                                        |
| FRA-93               | Areva Challenge (Frankrike)                    | 6:a i LVC 2007. 8 vinster och 12 förluster.                                                                  |                                                                                        |
| NZL-92               | Emirates Team New Zealand                      | Utmanare i AC 2007. Vinnare av LVC 2007 Förlorade AC med 2-5 mot SUI-100                                     |                                                                                        |
| SUI-91               | Alinghi (Schweiz)                              | AC 2007 Träningsbåt                                                                                          |                                                                                        |
| ITA-90               | Mascalzone Latino-Capitalia Team (Italien)     | Träningsbåt                                                                                                  |                                                                                        |
| GER-89               | United Internet Team Germany (Namn: Germany 1) | 10:a i LVC 2007. 2 vinster och 18 förluster.                                                                 |                                                                                        |
| ESP-88               | Desafio Español 2007 (Spanien)                 | Träningsbåt                                                                                                  |                                                                                        |
| USA-87               | BMW Oracle Racing (USA)                        | Träningsbåt                                                                                                  |                                                                                        |
| ITA-86               | Luna Rossa Challenge (Italien)                 | Tävlingsbåt för Luna Rossa                                                                                   |                                                                                        |
| ITA-85               | +39 Challenge (Italien)                        | 9:a i LVC 2007. 5 vinster och 15 förluster.                                                                  |                                                                                        |
| NZL-84               | Emirates Team New Zealand                      | LVC 2007 - 2:a in regatta 13 i förseglingarna                                                                |                                                                                        |
| RSA-83               | Team Shosholoza (Sydafrika)                    | 7:a LVC 2007. 9 vinster och 11 förluster.                                                                    |                                                                                        |
| NZL-82               | Emirates Team New Zealand                      | Försvarare av 2003 AC. Förlorade med 0-5 mot Alinghi                                                         | TNZ 2007, I Nya Zeeland                                                                |
| NZL-81               | Emirates Team New Zealand                      | Träningsbåt för 2003 AC.                                                                                     | TNZ 2007, in New Zealand                                                               |
| FRA-79               | Le Defi Areva (Frankrike)                      | Träningsbåt                                                                                                  | Team China, ligger i Valencia                                                          |
| GBR 78               | GBR Challenge (Storbritannien)                 | Träningsbåt                                                                                                  | GBR challenge                                                                          |
| USA-77               | Stars & Stripes (USA)                          | 2003 LVC. Sjönk under tester i San Diego. Bärgades och seglades i 2003 LVC kvartsfinal                       | Mascalzone Latino                                                                      |
| USA-76               | BMW Oracle Racing                              | Förlorade mot SUI-64 i 2003 LVC finalen                                                                      | BMW Oracle Racing, i Valencia                                                          |
| SUI-75               | Alinghi (Schweiz)                              | Byggdes till kampanjen inför 2003 år AC. Träningsbåt                                                         | Köptes 2007 av TeamOrigin, en brittisk utmanare i AC. Nytt segelnummer: GBR-75         |
| ITA-74               | Luna Rossa Challenge, Italien                  | Förlorade LVC semifinalen mot USA-65                                                                         | Luna Rossa, i Valencia                                                                 |
| SWE-73 (Orm)         | Victory Challenge (Sverige)                    | 2003 LVC - Kvartsfinal                                                                                       | Victory Challenge i Valencia                                                           |
| ITA-72               | Mascalzone Latino                              | Utslagen i LVC round robins                                                                                  | UITG in Valencia, köptes senare av Supersail och seglar nu charter på Bodensjön        |
| USA-71               | BMW Oracle Racing                              | Träningsbåt                                                                                                  | BWM Oracle Racing, i Valencia                                                          |
| GBR-70               | GBR Challenge                                  | Seglade i LVC ända till kvartsfinal                                                                          | Owned by GBR challenge, location unknown                                               |
| FRA-69               | Le Defi Areva                                  | Seglade i LVC ända till kvartsfinal                                                                          | Köptes av China Team 2005. Många delar användes i konstruktionen av CHN-95             |
| GER-68               | Illbruck Challenge Tyskland                    | Såldes i ofärdigt skick till ETNZ. Färdigställdes och användes som träningsbåt av ETNZ i 2007 års tävlingar. | TNZ 2007, i Nea Zeeland                                                                |
| USA-67               | OneWorld Challenge USA                         | Seglade i LVC semifinal och förlorade mot USA-76                                                             | Desafio Español, i Valencia                                                            |
| USA-66               | Stars & Stripes (USA)                          | Träningsbåt för USA-77                                                                                       | Mascalzone Latino                                                                      |
| USA-65               | OneWorld Challenge USA                         | Seglade iLVC kvartsfinal                                                                                     | Desafio Español, i Valencia                                                            |
| SUI-64               | Alinghi (Schweiz)                              | 2003 AC - Utmanare i AC och vann med 5-0 över NZL-82                                                         | Alinghi, i Valencia                                                                    |
| SWE-63 (Örn)         | Victory Challenge (Sverige)                    | Byggdes till 2003 AC. Seglades LVC R-R 1                                                                     | Victory Challenge i Valencia                                                           |
| RUS-62               | Nummer uttaget me aldrig namngiven             | Rekonstruktion av RUS-24, seglades aldrig                                                                    | Okänt                                                                                  |
| USA-61               | AmericaOne USA                                 | Förlorade LVC finalen mot ITA-45 med 4-5                                                                     | BMW Oracle Racing utställd på Münchens flygplats.                                      |
| NZL-60               | Team New Zealand                               | Försvarare i 2000 AC - Vann med 5-0 mot ITA-45                                                               | Utlånad till Areva Challenge i Valencia                                                |
| SUI-59               | FAST 2000 (Schweiz)                            | Testbåt | +39 challenge tävlade med denna båt i regatta 5 i LVC                                  |
| USA-58               | Young America USA                              | Ersatte USA-53 i 2000 LVC R-R 2 & R-R 3.                                                                     | Luna Rossa Challenge                                                                   |
| NZL-57               | Team New Zealand                               | Träningsbåt för 2000 försvaret                                                                               | Areva Challenge                                                                        |
| ESP-56               | Desafio Español                                | Träningsbåt, tävlade aldrig                                                                                  | Privat ägare i Cartenga, Spanien                                                       |
| USA-55               | Stars & Stripes USA                            | 3:a i LVC | Mascalzone Latino                                                                      |
| USA-54               | Abracadabra (USA)                              | Seglade i LVC R-R 3, slutade 9:a                                                                             | Charter i San Diego                                                                    |
| USA-53               | Young America (USA)                            | Skrovet brast i LVC R-Rs                                                                                     | Luna Rossa Challenge                                                                   |
| JPN-52               | Nippon Challenge (Japan)                       | Tävlade i LVC R-R 3                                                                                          | Såld till Supersail Deutschland i Kiel, Tyskland för att användas till charter.        |
| USA-51               | America True (USA)                             | 5:a i LVC | Desafio Español 2007                                                                   |
| USA-50               | Abracadabra                                    | Seglade i LVC R-R 1 & 2                                                                                      | Charter i San Diego                                                                    |
| USA-49               | AmericaOne                                     | Seglade i LVC R-R 1,2, & 3                                                                                   | BMW Oracle Racing                                                                      |
| ITA-48               | Luna Rossa Challenge                           | Seglade i LVC R-R 1 & 2                                                                                      | Shosholoza, i Valencia                                                                 |
| ESP-47               | Desafio Español                                | Slutade 8:a i LVC R-Rs'.                                                                                     | Mascalzone Latino                                                                      |
| FRA-46               | Le Defi Francais                               | Slutade 6th i LVC                                                                                            | China Team, i Valencia                                                                 |
| ITA-45               | Luna Rossa Challenge                           | Vinnare av LVC med 5-4 över USA-61, förlorade AC med 0-5 mot NZL-60                                          | Luna Rossa challenge                                                                   |
| JPN-44               | Nippon Challenge                               | Seglade i R-R 1 & 2, slutade 4:a i LVC                                                                       | Americas Cup Management, utställd i Valencia.                                          |
| USA-43               | America³ USA                                   | Tävlade i försvararserien med en kvinnlig besättning.                                                        | +39 Challenge. Finns på Sicilien.                                                      |
| ESP-42               | Desafio Español                                | Slutade 7:a i LVC.                                                                                           | Blev ESP-56                                                                            |
| JPN-41               | Nippon Challenge                               | Slutade 4 i LVC.                                                                                             | Charter på Nya Zeeland                                                                 |
| FRA-40               | Challenge Frankrike                            | Nerlagt projekt. Färdigställd men tävlade aldrig                                                             | Charter på Nya Zeeland                                                                 |
| NZL-39               | Tag Heuer                                      | 3:a i LVC.                                                                                                   | Såld till Supersail Deutschland i Kiel, Tyskland för charter.                          |
| NZL-38               | Team New Zealand                               | Vann 1995 LVC. Såldes till Victory Challenge, till deras 2003 AC satsning.                                   | Nytt namn och segelnummer SWE-38 (Cristina)                                            |
| FRA-37               | Le Defi Francais                               | 5:a i LVC R-R                                                                                                | Charter hos Sun Sail                                                                   |
| USA-36               | Young America                                  | Förlorade i försvararserien men köptes och tävlades av Stars & Stripes i AC finalen. Förlorade där med 0-5.  | Utställd på Stormking Art Center New York, USA                                         |
| AUS-35               | oneAustralia                                   | Sjönk på djupt vatten den 7 mars, 1995 under R-R 4                                                           | Bärgades aldrig.                                                                       |
| USA-34               | Stars & Stripes                                | Vann utmanarserien, Övergavs i AC för USA-36                                                                 | Charter i San Diego                                                                    |
| FRA-33               | Le Defi Francais Frankrike                     | Seglade i LVC R-R 1                                                                                          | Charter hos Sunsail                                                                    |
| NZL-32               | Team New Zealand                               | Vinnare av 1995 AC                                                                                           | Testbåt för Le Defi 2003, utställd på New Zealand National Maritime Museum             |
| AUS-31               | oneAustralia Australien                        | Förlorade finalen i LVC mot NZL-32                                                                           | Seglades 2000 av Young Australia, finns nu på Ballast Point Yard, i Sydney, Australien |
| JPN-30               | Nippon Challenge Japan                         | Seglade i LVC R-R 1                                                                                          | Utställd i Japan                                                                       |
| AUS-29               | Sydney 95'                                     | 6:a iLVC R-R                                                                                                 | Seglades 2000 av Young Australia                                                       |
| USA-28               | America³ USA                                   | Seglades 1992 i försvararserien R-R 4, ratades sedan för USA-23                                              | +39 Challenge                                                                          |
| FRA-27               | Le Defi Francais Frankrike                     | 4:a i LVC 1992                                                                                               | Charter i St. Tropez                                                                   |
| JPN-26               | Nippon Challenge                               | 3:a i LVC 1992                                                                                               | Utställd i Japan                                                                       |
| ITA-25               | Il Moro di Venezia                             | Utmanare i 1992 AC, förlorade med 1-4 mot USA-23                                                             | Privately owned, in Newport RI.                                                        |
| RUS-24               | Age of Russia                                  | Skrovet kom till San Diego men seglade aldrig.                                                               | Nuvarande segelnummer är USA-24                                                        |
| USA-23               | America³ USA                                   | Vinnare av 1992 AC med 4-1 mot ITA-25                                                                        | Utställd i Palm Beach, Kalifornien                                                     |
| ESP-22               | Desafio Español                                | 5:a i 1992 LVC                                                                                               | Träningsbåt för Desafio 95                                                             |
| AUS-21               | Spirit of Australia                            | 6:a 1992 LVC                                                                                                 | Charter för allmänheten i Sydneys hamn.                                                |
| NZL-20               | NZ Challenge                                   | Förlorade finalen i 1992 LVC mot ITA-25 med 4-7                                                              | I privat ägo i San Francisco, USA                                                      |
| SWE-19               | SACC (Tre Kronor) Sverige                      | 7:a i 1992 LVC                                                                                               | Charter i Sverige                                                                      |
| USA-18               | America³ USA                                   | Ersattes av USA-28 efter tredje R-R år 1992 försvararserie.                                                  | Utställd i Bristol, Rhode Island, USA                                                  |
| AUS-17               | Australia Challenge                            | 8:a i 1992 LVC                                                                                               | Utrustning användes till AUS-29                                                        |
| ITA-16               | Il Moro di Venezia                             | Träningsbåt                                                                                                  | Charter i Ventura, Kalifornien USA                                                     |
| ITA-15               | Il Moro di Venezia                             | Träningsbåt                                                                                                  | Americas Cup Management i Valencia, Spanien                                            |
| NZL-14               | NZ Challenge                                   | Träningsbåt                                                                                                  | Charter i Queenstown, Nya Zeeland                                                      |
| xxx-13               | Detta segelnummer tilldelades aldrig någon     | |                                                                                        |
| NZL-12               | NZ Challenge                                   | Träningsbåt                                                                                                  | Charter i Nassau, Bahamas                                                              |
| USA-11               | Stars & Stripes USA                            | Förlorade försvararfinalen 1992 med 4-7                                                                      | Charter i San Diego                                                                    |
| NZL-10               | NZ Challenge                                   | Träningsbåt                                                                                                  | Charter i Nassau, Bahamas                                                              |
| USA-9                | America³ USA                                   | Tävlade i R-R 1 år 1992 försvararserie ratades till förmån för USA-18 och USA-23                             | On display in Wichta, Kansas                                                           |
| FRA-8                | Le Defi Francais Frankrike                     | Träningsbåt                                                                                                  | Charter St. Tropez                                                                     |
| ITA-7                | Il Moro di Venezia                             | Träningsbåt                                                                                                  | Trieste, Italien.                                                                      |
| JPN-6                | Nippon Challenge                               | Träningsbåt                                                                                                  | Utställd i Japan                                                                       |
| ESP-5                | Desafio Español                                | Träningsbåt                                                                                                  | Nuvarande segelnummer: POL-05?, seglar nu charter i Kiel för Supersail.                |
| SLO-4                | Slovenian Challenge                            | Färdigställdes aldrig                                                                                        |                                                                                        |
| JPN-3                | Nippon Challenge                               | Tävlade i 1992 LVC                                                                                           | Utställd i Japan                                                                       |
| FRA-2                | Le Defi Francais                               | Tävlade i 1992 LVC                                                                                           | Utställd i Frankrike                                                                   |
| ITA-1                | Il Moro di Venezia                             | Vinnare av 1992 LVC                                                                                          | Sausalito Challenge SF, USA                                                            |